# Ján Zvara
Ján Zvara (ur. 12 lutego 1963) – czechosłowacki lekkoatleta, skoczek wzwyż.
Największym osiągnięciem Zvary był brązowy medal halowych mistrzostw świata w 1987. Jego rekord życiowy wynosił 2,36 m.